# جاك كينغ
جاك كينغ (بالإنجليزية: Jack King)‏ (20 أغسطس 1985 أكسفورد المملكة المتحدة - ) هو لاعب كرة قدم بريطاني يلعب كمدافع.

## وصلات خارجية
جاك كينغ على موقع قاعدة بيانات كرة القدم.إي يو (الإنجليزية)
- جاك كينغ على موقع Soccerbase.com (لاعب) (الإنجليزية)
- جاك كينغ على موقع Soccerway.com (الإنجليزية)